# Jake Gardiner
Jake William Gardiner (Minneapolis, 4 luglio 1990) è un hockeista su ghiaccio statunitense.

## Palmarès

### Mondiali
- 1 medaglia:
  - 1 bronzo (Repubblica Ceca 2015)